# Dr. Wagner Jr.
Juan Manuel González Barron, conosciuto anche come Dr. Wagner Jr. (Torreón, 12 agosto 1965), è un wrestler messicano.
Figlio di Dr. Wagner, fratello di Silver King, ex marito di Rossy Moreno e nipote di Leon Del Ring.

## Carriera
González esordì come lottatore mascherato con il ring name "El Invasor". L'anonimato del personaggio di El Invasor gli permise di fare esperienza sul ring senza le pressioni derivanti dal nome di Dr. Wagner. González lottò come El Invasor per circa un anno prima di decidere di rivelare la sua appartenenza alla famiglia Wagner.
Il 27 aprile 1986 avrebbe debuttato come Dr. Wagner Jr. in un match in coppia con suo padre, nel quale dovevano scontrarsi con Ángel Blanco e Ángel Blanco Jr. Mentre si recavano allo show il 26, l'auto, che trasportava suo padre, José Vargas (Ángel Blanco), El Solar, Mano Negra e Jungla Negra, si schiantò quando uno dei pneumatici esplose. Vargas rimase ucciso nell'incidente e il padre di González subì gravi danni alla colonna vertebrale. Manuel González avrebbe poi utilizzato una sedia a rotelle per accompagnare suo figlio a bordo ring in alcuni match.

### Universal Wrestling Association (1987–1993)
Dopo avere assunto il nome del padre, Dr. Wagner Jr. iniziò anche a lavorare nella Universal Wrestling Association (UWA), la stessa compagnia dove suo padre aveva trascorso la maggior parte della carriera. I promoter giocavano sulla rivalità dei loro rispettivi genitori e spesso mettevano Dr. Wagner Jr. contro Ángel Blanco Jr. Il 3 agosto 1986 i due rivali furono appaiati nel torneo Ruleta de la Muerte ("roulette russa") dove le coppie perdenti avanzano e la squadra che perde la finale deve lottare l'una contro l'altra in un match Lucha de Apuestas, con in palio le maschere. I rivali sconfissero Mano Negra e Aníbal per conservare le maschere intatte. Il 22 luglio 1990 Dr. Wagner Jr. sconfisse Astro de Oro e conquistò l'UWA World Junior Heavyweight Championship, il suo primo titolo importante. Detenne il titolo per 218 giorni, fino al 25 febbraio 1991, quando lo perse con Enrique Vega.

## Personaggio
Mosse finali
- Doctor Driver / Wagner Driver (Sitout scoop slam piledriver)
- Sitout powerbomb
- Rope-hung DDT

Soprannomi
- "El Galeno del Mal"[6]
- "El Galeno del Bien"
- "La Eminencia Clínica del Ring"
- "El Clínico del Ring"

## Titoli e riconoscimenti
- Consejo Mundial de Lucha Libre
  - CMLL World Light Heavyweight Championship (2)[7]
  - CMLL World Tag Team Championship (4) – con El Canek (1), Silver King (1), Emilio Charles Jr. (1) e Último Guerrero (1)[8][9][10]
  - CMLL World Trios Championship (4) – con Gran Markus Jr. & El Hijo del Gladiador (1), Black Warrior & Blue Panther (1), Blue Panther & Fuerza Guerrera (1), e Universo 2000 & Black Tiger III (1)[11][12][13][14]
  - NWA World Light Heavyweight Championship (1)[15]
  - International Gran Prix (2003)[16]
- International Wrestling League
  - IWL World Heavyweight Championship (1)[17]
- Llaves y Candados
  - LyC Tag Team Championship (1 time) - con Silver King[18]
- Asistencia Asesoría y Administración
  - AAA Mega Championship (3)[19][20]
  - AAA Latin American Championship (1)
  - Lucha Libre Premier (2009)[21]
- New Japan Pro-Wrestling
  - IWGP Junior Heavyweight Tag Team Championship (1) – con Kendo Kashin[22]
- Pro Wrestling Illustrated
  - 28º tra i 500 migliori wrestler singoli nella PWI 500 (2011)
  - 82º tra i 500 migliori wrestler singoli nella "PWI Years" (2003)
- Universal Wrestling Association
  - UWA World Heavyweight Championship (1)[23]
  - UWA World Junior Heavyweight Championship (2)[5]
- World Wrestling Association
  - WWA World Junior Light Heavyweight Championship (1)